# Asztalitenisz a 2007. évi nyári európai ifjúsági olimpiai fesztiválon
A 2007. évi nyári európai ifjúsági olimpiai fesztiválon az asztalitenisz versenyszámait július 23. és 27-e között rendezték Belgrádban. A férfiak és a nők is 2-2 számban versenyeztek, továbbá volt egy férfi-női vegyes páros szám is.

## Összesített éremtáblázat
| A 2007. évi nyári európai ifjúsági olimpiai fesztivál összesített éremtáblázata asztaliteniszben | A 2007. évi nyári európai ifjúsági olimpiai fesztivál összesített éremtáblázata asztaliteniszben | A 2007. évi nyári európai ifjúsági olimpiai fesztivál összesített éremtáblázata asztaliteniszben | A 2007. évi nyári európai ifjúsági olimpiai fesztivál összesített éremtáblázata asztaliteniszben | A 2007. évi nyári európai ifjúsági olimpiai fesztivál összesített éremtáblázata asztaliteniszben | Olimpia  |
| ------------------------------------------------------------------------------------------------ | ------------------------------------------------------------------------------------------------ | ------------------------------------------------------------------------------------------------ | ------------------------------------------------------------------------------------------------ | ------------------------------------------------------------------------------------------------ | -------- |
|                                                                                                  | Ország                                                                                           | Arany                                                                                            | Ezüst                                                                                            | Bronz                                                                                            | Összesen |
| 1.                                                                                               | Magyarország                                                                                     | 2                                                                                                | 0                                                                                                | 2                                                                                                | 4        |
| 2.                                                                                               | Belgium                                                                                          | 1                                                                                                | 1                                                                                                | 0                                                                                                | 2        |
|                                                                                                  | Franciaország                                                                                    | 1                                                                                                | 1                                                                                                | 0                                                                                                | 2        |
| 4.                                                                                               | Egyesült Királyság                                                                               | 1                                                                                                | 0                                                                                                | 0                                                                                                | 1        |
| 5.                                                                                               | Szlovákia                                                                                        | 0                                                                                                | 2                                                                                                | 2                                                                                                | 4        |
| 6.                                                                                               | Portugália                                                                                       | 0                                                                                                | 1                                                                                                | 0                                                                                                | 1        |
| 7.                                                                                               | Csehország                                                                                       | 0                                                                                                | 0                                                                                                | 3                                                                                                | 3        |
| 8.                                                                                               | Luxemburg                                                                                        | 0                                                                                                | 0                                                                                                | 1                                                                                                | 1        |
|                                                                                                  | Németország                                                                                      | 0                                                                                                | 0                                                                                                | 1                                                                                                | 1        |
|                                                                                                  | Szerbia                                                                                          | 0                                                                                                | 0                                                                                                | 1                                                                                                | 1        |
|                                                                                                  |                                                                                                  |                                                                                                  |                                                                                                  |                                                                                                  |          |
| Összesen                                                                                         | Összesen                                                                                         | 5                                                                                                | 5                                                                                                | 10                                                                                               | 20       |

### Férfi
| A 2007. évi nyári európai ifjúsági olimpiai fesztivál férfi érmesei asztaliteniszben |                                         |                                                    |                                            |
| Versenyszám                                                                          | Arany                                   | Ezüst                                              | Bronz                                      |
| Férfi egyes                                                                          | Egyesült Királyság Gavin Evans          | Belgium Lauric Jean                                | Magyarország Perei Gergely                 |
| Férfi egyes                                                                          | Egyesült Királyság Gavin Evans          | Belgium Lauric Jean                                | Csehország Pavel Sirucek                   |
| Férfi páros                                                                          | Lauric Jean · Cedric Nuytinck · Belgium | Sylvian Graizeau · Quentin Robinot · Franciaország | Lukas Jandora · Pavel Sirucek · Csehország |
| Férfi páros                                                                          | Lauric Jean · Cedric Nuytinck · Belgium | Sylvian Graizeau · Quentin Robinot · Franciaország | David Karas · Jakub Figel · Szlovákia      |

### Női
| A 2007. évi nyári európai ifjúsági olimpiai fesztivál női érmesei asztaliteniszben |                                                 |                                               |                                                    |
| Versenyszám                                                                        | Arany                                           | Ezüst                                         | Bronz                                              |
| Női egyes                                                                          | Magyarország Ambrus Krisztina                   | Szlovákia Barbora Balazova                    | Magyarország Madarász Dóra                         |
| Női egyes                                                                          | Magyarország Ambrus Krisztina                   | Szlovákia Barbora Balazova                    | Luxemburg Tessy Gonderinger                        |
| Női páros                                                                          | Ambrus Krisztina · Madarász Dóra · Magyarország | Barbora Balazova · Alzbeta Danova · Szlovákia | Andrea Todorovic · Eva Tot · Szerbia               |
| Női páros                                                                          | Ambrus Krisztina · Madarász Dóra · Magyarország | Barbora Balazova · Alzbeta Danova · Szlovákia | Dagmar Blaskova · Nicola Gallerachova · Csehország |

### Vegyes
| A 2007. évi nyári európai ifjúsági olimpiai fesztivál vegyes páros érmesei asztaliteniszben |                                                          |                                              |                                             |
| Versenyszám                                                                                 | Arany                                                    | Ezüst                                        | Bronz                                       |
| Vegyes páros                                                                                | Quentin Robinot · Stephanie Loieuillette · Franciaország | Diogo Carvalho · Maria Nogueira · Portugália | Gregor Surnin · Nadine Sillus · Németország |
| Vegyes páros                                                                                | Quentin Robinot · Stephanie Loieuillette · Franciaország | Diogo Carvalho · Maria Nogueira · Portugália | Jakub Figel · Alzbeta Danova · Szlovákia    |